# Stade Fanny-Blankers-Koen
Le stade Fanny-Blankers-Koen est un stade d'athlétisme situé à Hengelo aux Pays-Bas construit en 1948 comme Stade Veldwijk,.
Il a été baptisé en 1981 du nom de Fanny Blankers-Koen, une athlète néerlandaise.